# Olnhausen
Olnhausen ist ein an der Jagst gelegener Ort im nordöstlichen Baden-Württemberg, der seit 1972 zu Jagsthausen gehört.

## Geographie
Olnhausen ist ein Ortsteil Jagsthausens mit ca. 300 Einwohnern. Er bietet viele Wander- und Radwege sowie viele naturbelassene Flecken.

## Geschichte

### Olnhausen
Olnhausen wurde zum ersten Mal im Jahr 781 urkundlich erwähnt durch eine im Lorscher Codex beschriebene Schenkungsurkunde, in der Sigemar von Ollanhusen dem Kloster Lorsch all seinen Besitz schenkte. Im 12. Jahrhundert bekamen die Herren von Husen das Dorf Olnhausen als Lehen. Als das Geschlecht von Husen ausstarb, ging das Ortsrecht an die von Berlichingen.
Im Jahr 1806 wurde Olnhausen württembergisch und somit eigenständig. 1939 wurden 300 Einwohner gezählt, Ende 1945 waren es 435. Am 1. Januar 1972 wurde Olnhausen nach Jagsthausen eingemeindet.

### Wüstung Burkhardsweiler
Der Ort Burkhardsweiler lag südlich des Ortskerns auf dem Simonsberg. Heute kann man nur noch Überreste finden, wie z. B. einen Brunnen, Schutzwälle und Wasserrohrleitungen aus Stein. Die Siedlung bestand vom 13. Jahrhundert bis ins 16. Jahrhundert. Es gibt drei Urkunden, die die Existenz einer Siedlung namens Burkhardsweiler bestätigen.

## Religionen

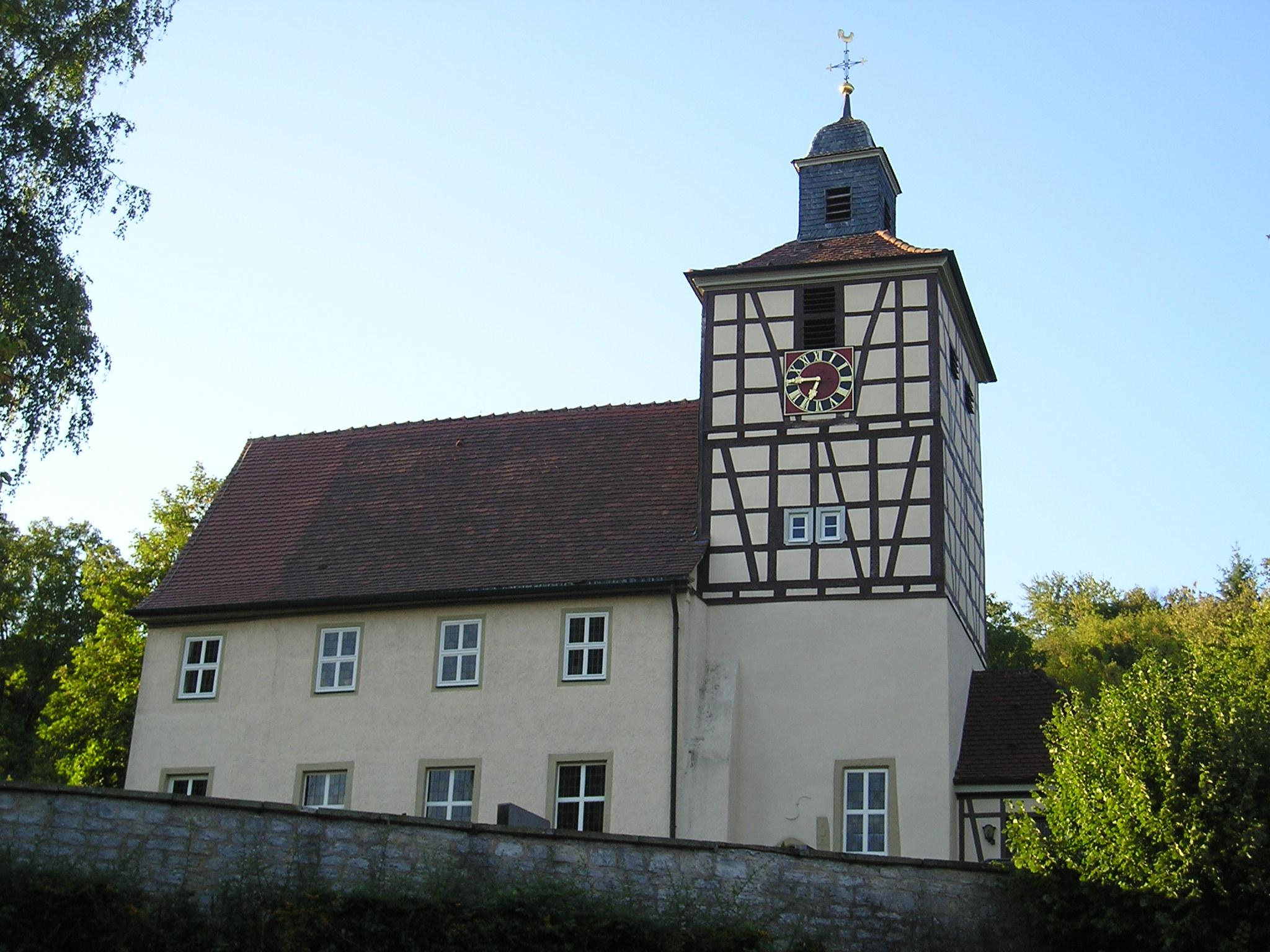
Johanneskirche

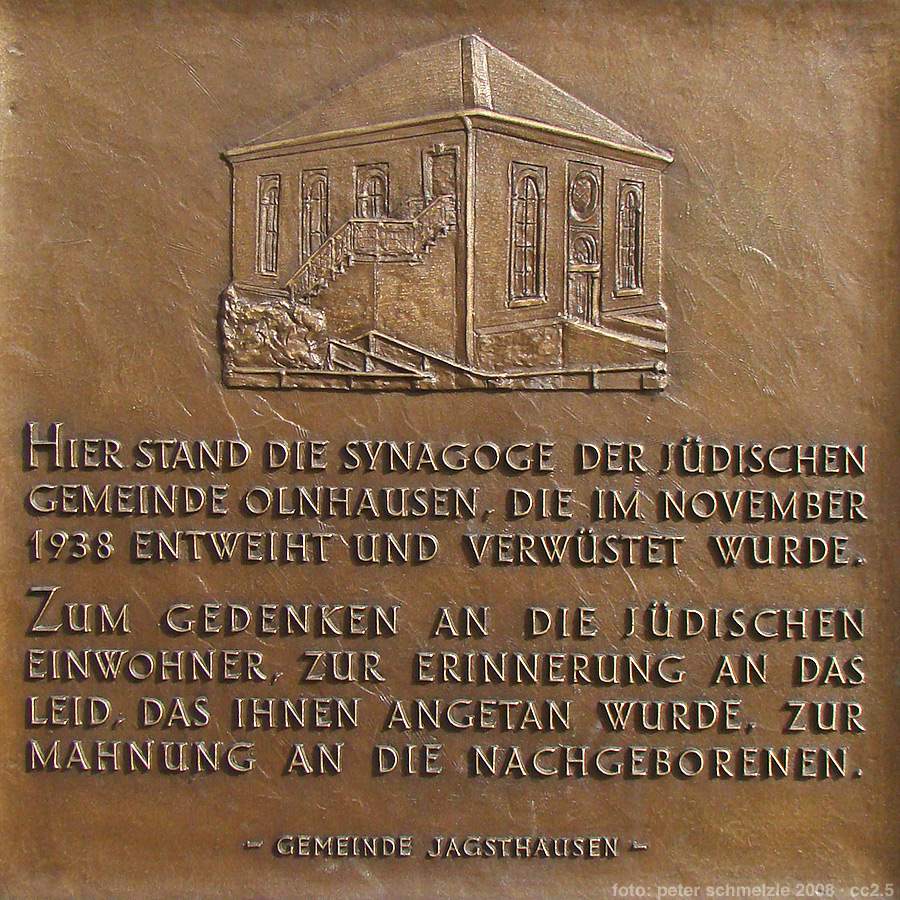
Synagogen-Gedenktafel

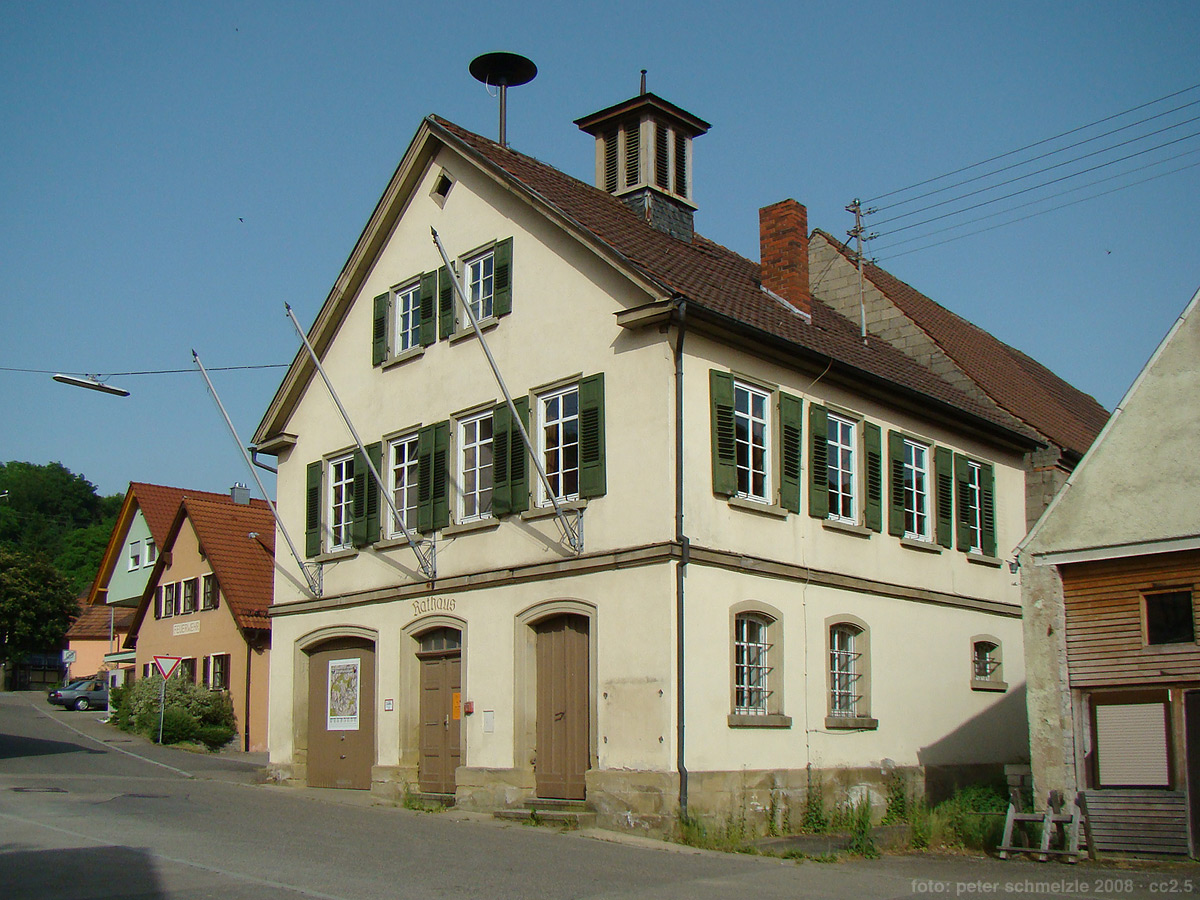
Rathaus von Olnhausen

Bereits vor der heute noch erhaltenen Johanneskirche stand am selben Platz eine im 13. Jahrhundert erbaute Kapelle, die von der Mutterkirche in Widdern betreut wurde und im Jahr 1408 durch den Neubau der Johanneskirche ersetzt wurde. In Olnhausen gab es in den folgenden Jahren mit der geistlichen Versorgung Probleme, weil das Pfarrhaus zerfiel. Deshalb veranlassten die Herren von Berlichingen, dass Olnhausen vom Geistlichen aus Jagsthausen versorgt werden soll, was bis heute so geschieht.

### Jüdische Gemeinde
In Olnhausen gab es eine insbesondere in der ersten Hälfte des 19. Jahrhunderts bedeutende jüdische Gemeinde. Erste Juden wurden durch die Herren von Berlichingen nach dem Dreißigjährigen Krieg angesiedelt und lebten dort zunächst nur vereinzelt. 1725 werden acht Familien genannt, 1732 sind es 13, 1751 nur zehn, 1775 wieder 13. 1771 wurde eine neue Synagoge gebaut. Die Gemeinde wuchs nach 1800 stark an: 1817 wurden 21 Familien gezählt, 1818 waren es 109 Personen, 1828 bereits 153 Personen. Im Gegensatz zu vielen sehr armen Landkreisgemeinden gab es in Olnhausen mehrere vermögende Juden, so dass der Aufkauf des gesamten Ortes befürchtet wurde und die Berlichingen noch um 1817 versuchten, die Zahl der örtlichen Judenfamilien auf 21 zu begrenzen, was von württembergischer Seite mit dem Hinweis auf die bevorstehende Gleichstellung abgelehnt wurde. Die religiöse Gemeinde war zunächst dem Bezirksrabbinat Berlichingen unterstellt, nach dessen Auflösung 1851 dem Rabbinat Mergentheim, später dem Rabbinat Heilbronn. Bereits 1847 wird bemerkt, dass die zunehmende Auswanderung insbesondere zu einem Rückgang des Vermögens der Gemeinde führe, die 1885 noch 116 Personen und 1900 noch 85 Personen zählte. Nach 1900 schlossen die jüdischen Gasthäuser, Handwerksbetriebe und 1910 die jüdische Bäckerei. 1933 lebten noch 26 Juden in Olnhausen, von denen zwölf während der Deportationen 1941/42 den Tod fanden. Die Synagoge wurde beim Novemberpogrom 1938 verwüstet und 1972 abgerissen.

## Wappen und Flagge
Das Wappen von Olnhausen zeigt auf silbernem Schild einen erniedrigten blauen Wellenbalken, darin ein schwimmender silberner Aal, unter einem blauen Haus. Die Symbole Aal und Haus machen das Wappen zu einem sprechenden Wappen, das Bezug auf die mögliche Bedeutung des Ortsnamens als Aalhausen nimmt.
Die Flagge des Ortsteils ist Blau-Weiß .
Im früheren Wappen, das auch das Familienwappen derer von Olnhausen ist, hält ein Mann in seiner rechten Hand einen Aal und im Schild befindet sich außerdem eine Fischreuse.

## Sehenswürdigkeiten

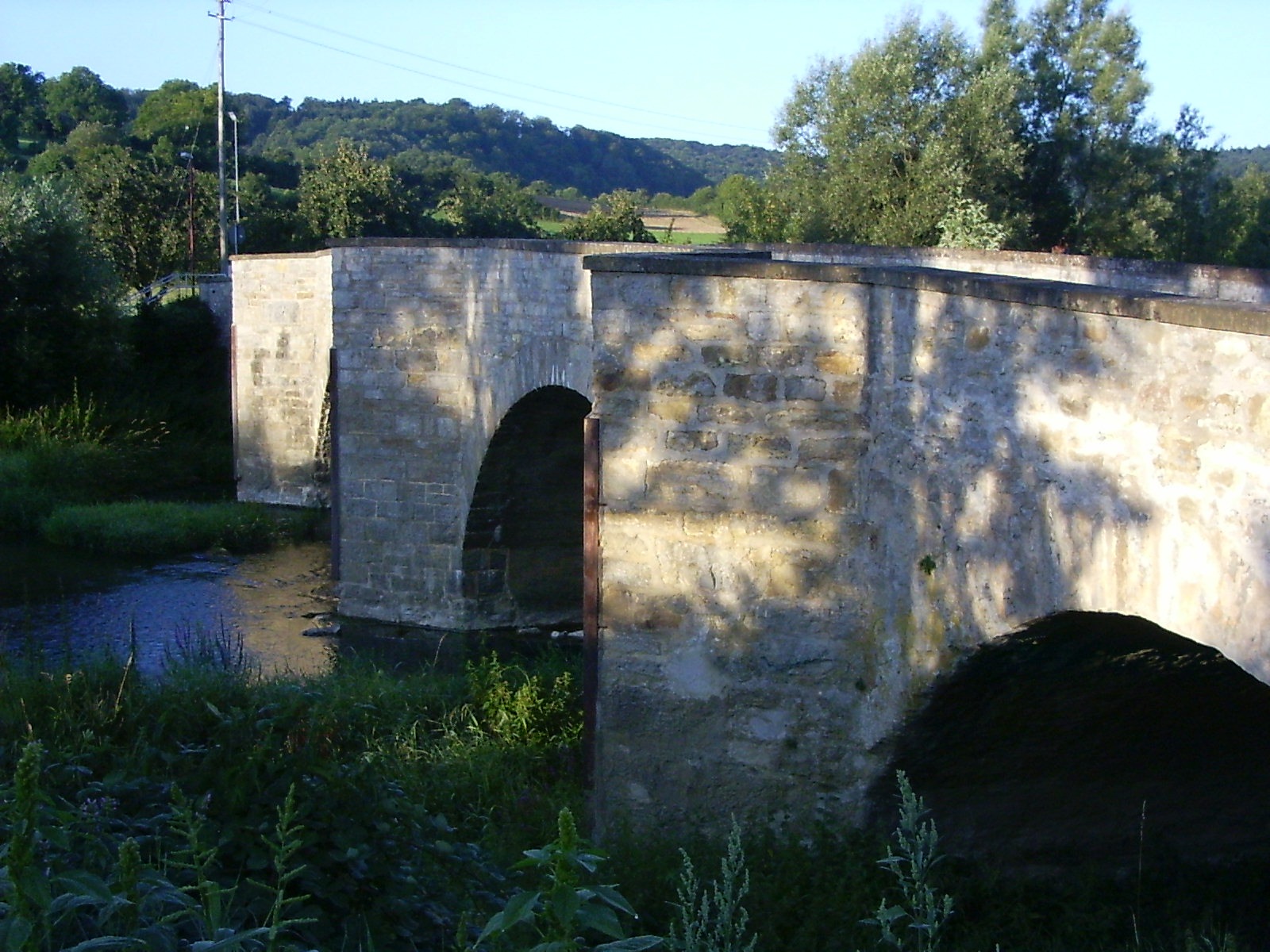
Jagstbrücke

- Johanneskirche von 1408. Im Inneren der Kirche befinden sich zwei römische Altarsteine, ein Kruzifix von 1668 sowie eine Mezler Orgel von 1796. Die älteste Glocke stammt aus dem Jahr 1510. Neben dem Eingang zur Sakristei befindet sich an einem Stein eine historische Inschrift (Übersetzung: Erbaut im Jahr des Herrn 1408 durch den Bischof Reinhard).
- Jagstbrücke, erbaut 1763
- Altes Rathaus
- viele Fachwerkhäuser
- ehemalige Judenschule, erbaut 1836

## Veranstaltungen
- Lindenplatzfest, jedes Jahr im Juni
- Backhausfest, alle zwei Jahre im August
- Scheunenfest, jedes Jahr im April oder Mai